# Dulce soledad
«Dulce soledad» es una canción grabada por la banda mexicana de rock contemporáneo Enjambre. La canción fue escrita por el vocalista de la banda Luis Humberto Navejas y producida por el tecladista y productor Julián Navejas.
Fue lanzada a través de Universal Music México, el 22 de octubre de 2011 como el tercer sencillo de su tercer álbum de estudio Daltónico.«Visita» se convirtió en uno de los mayores éxitos comerciales para Enjambre. Se posicionó en el número 63 en las listas de la radio en México.

## Video musical
El vídeo musical oficial de «Dulce soledad» fue lanzado en octubre de 2011 en la plataforma digital YouTube. El videoclip ha recibido más de 23 millones de vistas desde su publicación. Fue producido por Antonio Loza, Ricardo Vargas Y Gisela Martínez y dirigido por Ricardo y Antonio.

## Lista de canciones

### Descarga digital
| Dulce soledad — Sencillo |                 |          |  |
| N.º                      | Título          | Duración |  |
| 1.                       | «Dulce soledad» | 3:42     |  |

## Listas

### Semanales
| País   | Lista                            | Mejor posición | Ref.  |
| ------ | -------------------------------- | -------------- | ----- |
| México | Radio Top 100 Rock Songs (Radio) | 63             | [ 5 ] |